# Трио
Три́о (итал. trio, от лат. tres, tria — три) — многозначный музыкальный термин.

## Ансамбль
Ансамбль из трёх исполнителей-инструменталистов или вокалистов. По составу исполнителей различают: инструментальное, вокальное (терцет), и вокально-инструментальное. По составу инструментов различают — однородные (например: струнные смычковые, деревянные духовые, тромбоны), и смешанные (например: смычковые с фортепиано, с духовыми инструментами, с арфой и т. д.). Трио, обычно именуемое фортепьянным, включает, как правило, фортепиано. Обычный состав джазового — фортепиано, контрабас и ударные (или гитара). Виды:
- Троисти музыки — украинский и белорусский традиционный ансамбль.
- Деревенское трио — появившийся в России в 1920-х годах самодеятельный вид ансамбля из мандолины, балалайки и гитары[1].
- Power trio — формат рок-группы, ставший популярным в 1960-х годах.

Примеры рок- и поп-групп: 30 Seconds to Mars, Peter, Paul and Mary, A-ha, Arabesque, Atomic Kitten, Bee Gees, Black Rebel Motorcycle Club, Cream, Depeche Mode (до 2022), Destiny’s Child, Dixie Chicks, Emerson, Lake & Palmer, General Fiasco, Green Day, Motörhead, Muse, Rush, Nirvana, Placebo, Primus, Rascal Flatts, The Band Perry, The Jimi Hendrix Experience, The Subways, ZZ Top, Фабрика, ВИА Гра, SEREBRO, Лицей, Иванушки International, Migos, ТНМК (до 2004), Mad Heads (до 2004), Авиатор (до 2018), Quest Pistols (2007—2013, 2019–2020), Mozgi (до 2017), Стрелки (с 2017), 5sta Family.

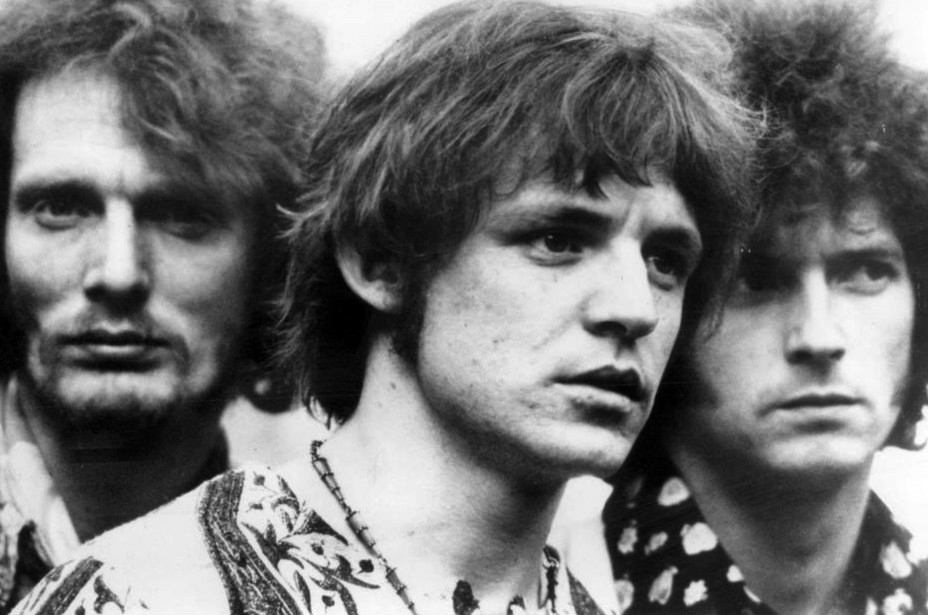
Рок-группа Cream
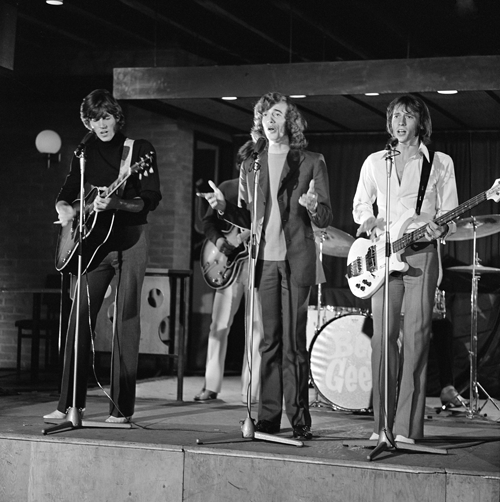
Bee Gees
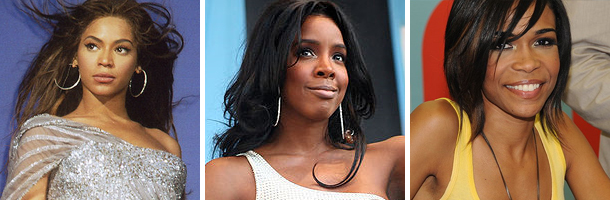
Destiny’s Child
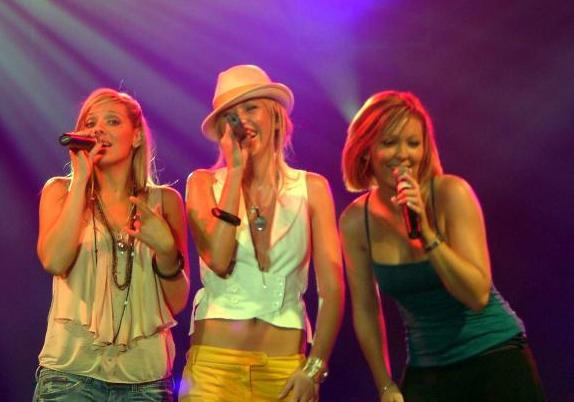
Atomic Kitten
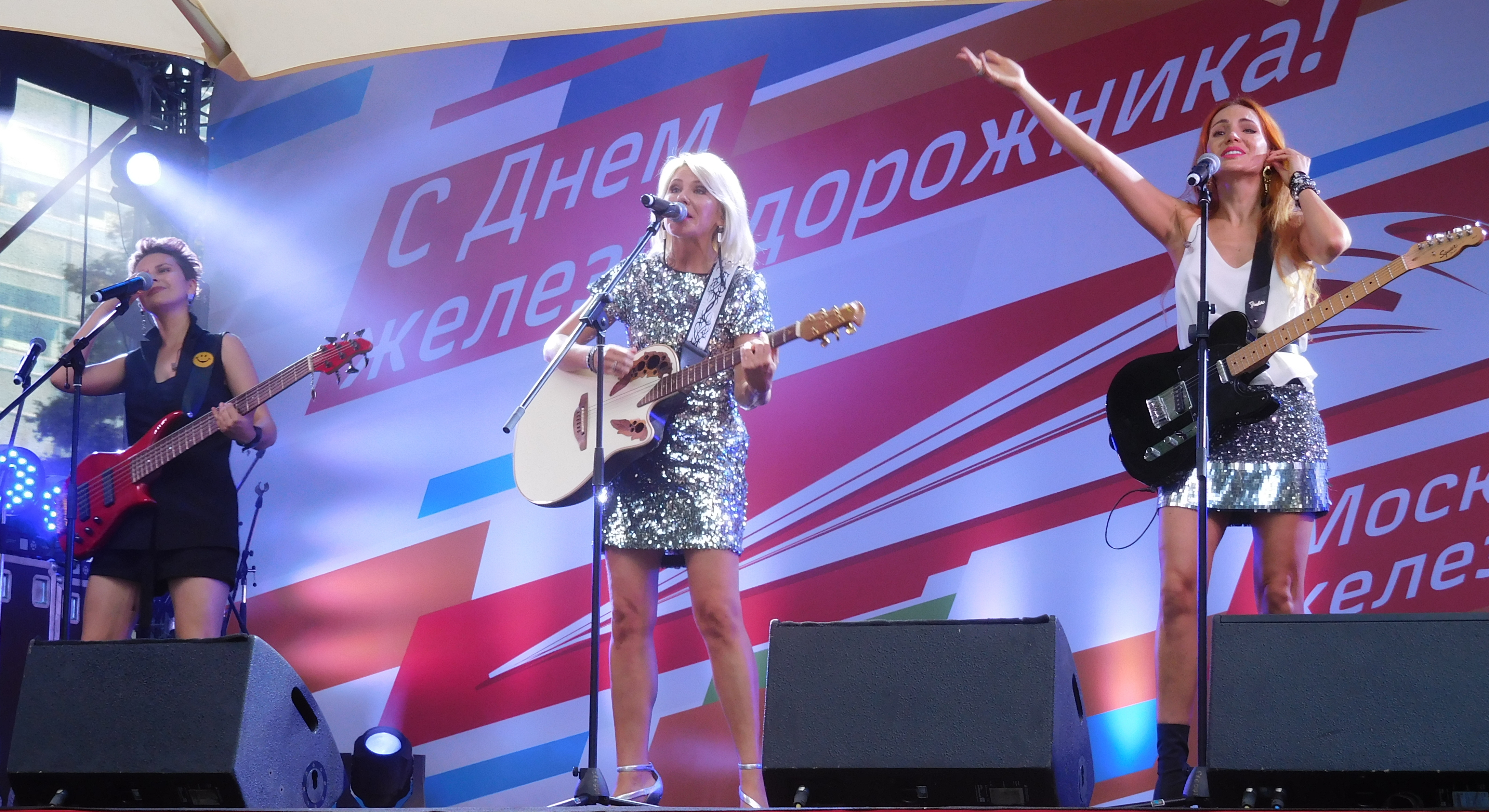
Лицей

## Музыкальное произведение
Музыкальное произведение для трёх инструментов или певческих голосов. Инструментальное трио наряду со струнным квартетом принадлежит к наиболее распространённым разновидностям камерной музыки} и происходит от старинной трио-сонаты XVII—XVIII веков. Ведущее место занимает жанр фортепианного трио (скрипка, виолончель, фортепиано), зародившийся в середине XVIII века в творчестве композиторов мангеймской школы. Первые классические образцы такого трио принадлежат Йозефу Гайдну.
Средняя часть трёхчастной инструментальной пьесы, танца, марша, обычно контрастирующая с более быстрыми крайними частями. Возникло в 17 веке.
Трёхголосная органная пьеса для двух клавиатур и педали, в которой благодаря различному регистру клавиатур создаётся тембровый контраст между голосами.